# Soumbeïla Diakité
Soumbeïla Diakité   (Bamako, 25 d'agost de 1984) és un exfutbolista malià de les dècades de 2000 i 2010.
Fou internacional amb la selecció de futbol de Mali.
Pel que fa a clubs, destacà a Stade Malien.